# Марк Касадо
Марк Касадо́ То́ррас (ісп. Marc Casadó Torras; нар. 14 вересня 2003, Сан-Пера-да-Біламажо) — іспанський футболіст, півзахисник клубу «Барселона» і збірної Іспанії.

## Клубна кар'єра
Виступав за молодіжні команди «Віламажор», «Сант-Селоні», «Гранольєрс» і «Дамм». 2016 року приєднався до академії «Барселони» у віці 13 років. 5 липня 2022 року продовжив контракт з клубом до 2024 року.
Влітку 2022 року переведений до резервної команди, в складі якої 27 серпня в матчі Прімери Федерасьйон проти «Кастельйона» дебютував у професіональному футболі. 1 листопада 2022 року дебютував в основному складі «Барселони» в матчі Ліги чемпіонів УЄФА проти чеського клубу «Вікторія» (Пльзень), вийшовши на заміну травмованому Франку Кесс'є.
На сезон 2023–24 був обраний капітаном резервної команди. 17 березня 2024 року в поєдинку проти мадридського «Атлетіко» дебютував в Ла-Лізі, замінивши Ектора Форта.
21 червня 2024 року продовжив контракт з клубом до 2028 року. 2 березня 2025 року в матчі Ла-Ліги проти «Реал Сосьєдада» забив свій перший гол за «Барселону», а також у професіональній кар'єрі. В сезоні 2024–25 разом став володарем Кубка Іспанії.

## Кар'єра в збірній
Виступав за збірні Іспанії до 16, до 17 і до 21 року.
8 листопада 2024 року вперше викликаний до збірної Іспанії головним тренером Луїсом де ла Фуенте для участі в матчах Ліги націй УЄФА проти збірних Данії та Швейцарії. 15 листопада в поєдинку проти збірної Данії дебютував за збірну Іспанії, вийшовши на заміну Мартіну Субіменді.

## Статистика виступів

### Клубна статистика
Станом на 16 березня 2025 
| Клуб              | Сезон             | Чемпіонат           | Чемпіонат | Чемпіонат | Кубок | Кубок | Єврокубки | Єврокубки | Інші  | Інші | Всього | Всього |
| Клуб              | Сезон             | Дивізіон            | Матчі     | Голи      | Матчі | Голи  | Матчі     | Голи      | Матчі | Голи | Матчі  | Голи   |
| ----------------- | ----------------- | ------------------- | --------- | --------- | ----- | ----- | --------- | --------- | ----- | ---- | ------ | ------ |
| Барселона Б       | 2022–23           | Прімера Федерасьйон | 34        | 0         | —     | —     | —         | —         | 2     | 0    | 36     | 0      |
| Барселона Б       | 2023–24           | Прімера Федерасьйон | 27        | 0         | —     | —     | —         | —         | 4     | 0    | 31     | 0      |
| Барселона Б       | Всього            | Всього              | 61        | 0         | 0     | 0     | 0         | 0         | 6     | 0    | 67     | 0      |
| Барселона         | 2022–23           | Ла-Ліга             | 0         | 0         | 0     | 0     | 1         | 0         | 0     | 0    | 1      | 0      |
| Барселона         | 2023–24           | Ла-Ліга             | 2         | 0         | 0     | 0     | 2         | 0         | 0     | 0    | 4      | 0      |
| Барселона         | 2024–25           | Ла-Ліга             | 23        | 1         | 1     | 0     | 10        | 0         | 2     | 0    | 36     | 1      |
| Барселона         | Всього            | Всього              | 25        | 1         | 1     | 0     | 13        | 0         | 2     | 0    | 41     | 1      |
| Всього за кар'єру | Всього за кар'єру | Всього за кар'єру   | 86        | 1         | 1     | 0     | 13        | 0         | 8     | 0    | 108    | 1      |

1. 1 2  Матчі в плей-оф Прімери Федерасьйон
2. 1 2 3  Матчі в Лізі чемпіонів УЄФА
3. ↑  Матчі в Суперкубку Іспанії

### Міжнародна статистика
Станом на 18 листопада 2024 
| Збірна            | Сезон             | Товариські | Товариські | Офіційні | Офіційні | Всього | Всього |
| Збірна            | Сезон             | Матчі      | Голи       | Матчі    | Голи     | Матчі  | Голи   |
| ----------------- | ----------------- | ---------- | ---------- | -------- | -------- | ------ | ------ |
| Іспанія           |                   |            |            |          |          |        |        |
| 2024              | 0                 | 0          | 2          | 0        | 2        | 0      |        |
| Всього за кар'єру | Всього за кар'єру | 0          | 0          | 2        | 0        | 2      | 0      |

### Матчі за збірну
Станом на 18 листопада 2024 
| Матчі Марка Касадо за збірну Іспанії | Матчі Марка Касадо за збірну Іспанії | Матчі Марка Касадо за збірну Іспанії | Матчі Марка Касадо за збірну Іспанії | Матчі Марка Касадо за збірну Іспанії | Матчі Марка Касадо за збірну Іспанії | Матчі Марка Касадо за збірну Іспанії | Матчі Марка Касадо за збірну Іспанії |
| №                                    | Дата                                 | Суперник                             | Рахунок                              | Голи                                 | Картки                               | Хвилини                              | Змагання                             |
| ------------------------------------ | ------------------------------------ | ------------------------------------ | ------------------------------------ | ------------------------------------ | ------------------------------------ | ------------------------------------ | ------------------------------------ |
| 1                                    | 15 листопада 2024                    | Данія                                | 2–1                                  |                                      |                                      | 20'                                  | Ліга націй УЄФА 2024–25 (А)          |
| 2                                    | 18 листопада 2024                    | Хорватія                             | 1–1                                  |                                      |                                      | 90'                                  | Ліга націй УЄФА 2024–25 (А)          |

Всього: 2 матчі / 0 голів; 1 перемога, 1 нічия, 0 поразок.

## Досягнення
«Барселона»
- Чемпіон Іспанії: 2024–25[22]
- Володар Кубка Іспанії: 2024–25[23]
- Володар Суперкубка Іспанії: 2024[24]